# Varge Mondar
Varge Mondar é uma localidade da freguesia de Rio de Mouro, Município de Sintra, em Portugal. Tem 0,7 quilómetros quadrados e, segundo censo de 2011, havia 2 598 habitantes.